# Élections législatives de 1906 en Gironde
Les élections législatives en  Gironde, ont lieu les dimanches 6 mai 1906 et 20 mai 1906.
Elles ont pour but d'élire les 12 députés représentant le département à la Chambre des députés pour un mandat de quatre années.

## Mode de scrutin
L'élection se fait au scrutin d'arrondissement, soit un mode uninominal majoritaire à deux tours.
La circonscription pour l'élection est l'arrondissement.
Le scrutin est individuel, chaque arrondissement élisant un député.
Les arrondissements qui ont plus de cent mille habitants sont divisés. Dans ce cas on élit un député par circonscription électorale.
L'article 18 précise qu'il faut réunir pour être élu au premier tour :
1. La majorité absolue des suffrages exprimés ;
2. Un nombre de suffrages égal au quart des électeurs inscrits.

Au deuxième tour la majorité relative suffit. En cas d'égalité c'est le plus âgé qui est élu.

## Résultats par arrondissement
- Les résultats viennent de la vérification des pouvoirs effectuée par la Chambre des députés, consignés dans le Journal Officiel, Débats parlementaires[1].

### Arrondissement de Bazas (Langon)
- La circonscription regroupe tous les cantons de l'arrondissement, au sud-est du département.

|                | Émile Constant * | Rép G          | 9 048  | 64,37  |  |  |
|                | Brune            | Libéral        | 3 787  | 26,94  |  |  |
|                | G. Sage          | SFIO           | 1 068  | 7,60   |  |  |
|                | Richet           | Rad ind        | 155    | 1,10   |  |  |
|                |                  |                |        |        |  |  |
| Inscrits       | Inscrits         | Inscrits       | 16 860 | 100,00 |  |  |
| Votants        | Votants          | Votants        | 14 289 | 84,75  |  |  |
| Blancs et nuls | Blancs et nuls   | Blancs et nuls | 233    | 1,63   |  |  |
| Exprimés       | Exprimés         | Exprimés       | 14 056 | 98,37  |  |  |

*sortant

### Arrondissement de Blaye
- La circonscription regroupe tous les cantons de l'arrondissement, au nord du département.

|                | Pierre Dupuy *     | Rép G-Progressiste | 8 901  | 53,22  |  |  |
|                | Gireau             | SFIO               | 4 216  | 25,21  |  |  |
|                | Paul Chenu-Lafitte | Libéral            | 3 279  | 19,61  |  |  |
|                | François Got       | Rad ind            | 218    | 1,30   |  |  |
|                | Cronau             |                    | 122    | 0,73   |  |  |
|                |                    |                    |        |        |  |  |
| Inscrits       | Inscrits           | Inscrits           | 19 764 | 100,00 |  |  |
| Votants        | Votants            | Votants            | 16 856 | 85,29  |  |  |
| Blancs et nuls | Blancs et nuls     | Blancs et nuls     | 131    | 0,78   |  |  |
| Exprimés       | Exprimés           | Exprimés           | 16 725 | 99,22  |  |  |

*sortant

### Arrondissement de Bordeaux
L'arrondissement, assez étendu, se situe au centre et au sud-ouest du département.

#### 1recirconscription
- La circonscription regroupe les quartiers nord de Bordeaux, soit les cantons de Bordeaux-1 et Bordeaux-2, ainsi que les communes de Bruges, Le Bouscat et Caudéran.

|                | Charles Chaumet *  | Rép G          | 7 987  | 50,43  |  |  |
|                | Adolphe Buscaillet | SFIO           | 3 315  | 20,93  |  |  |
|                | Henri Grossard     | Progressiste   | 2 476  | 15,63  |  |  |
|                | Albert Chiché      | Nationaliste   | 2 082  | 13,15  |  |  |
|                |                    |                |        |        |  |  |
| Inscrits       | Inscrits           | Inscrits       | 23 814 | 100,00 |  |  |
| Votants        | Votants            | Votants        | 16 007 | 67,22  |  |  |
| Blancs et nuls | Blancs et nuls     | Blancs et nuls | 168    | 1,05   |  |  |
| Exprimés       | Exprimés           | Exprimés       | 15 839 | 98,95  |  |  |

*sortant

#### 2ecirconscription
- La circonscription regroupe les quartiers centraux de Bordeaux, soit les cantons de Bordeaux-3 et Bordeaux-4, ainsi que la commune de Talence.

| Candidats      | Candidats        | Étiquette      | Premier tour | Premier tour | Ballottage | Ballottage |
| Candidats      | Candidats        | Étiquette      | Voix         | %            | Voix       | %          |
| -------------- | ---------------- | -------------- | ------------ | ------------ | ---------- | ---------- |
|                | André Ballande * | Progressiste   | 7 095        | 45,98        | 7 935      | 52,03      |
|                | Dupeux           | Rad-soc        | 3 538        | 22,93        | 7 319      | 47,99      |
|                | Laparra          | Rép G          | 3 367        | 21,82        |            |            |
|                | Eugène Dondicol  | SFIO           | 1 429        | 9,26         |            |            |
|                |                  |                |              |              |            |            |
| Inscrits       | Inscrits         | Inscrits       | 22 727       | 100,00       | 22 727     | 100,00     |
| Votants        | Votants          | Votants        | 15 597       | 68,63        | 15 385     | 67,70      |
| Blancs et nuls | Blancs et nuls   | Blancs et nuls | 165          | 1,06         | 135        | 0,88       |
| Exprimés       | Exprimés         | Exprimés       | 15 432       | 98,94        | 15 250     | 99,12      |

*sortant

#### 3ecirconscription
- La circonscription regroupe les quartiers sud ainsi que la rive est de la Garonne de Bordeaux. C'est-à-dire les cantons de Bordeaux-5 et Bordeaux-6, qui compte également la commune de Bègles.

| Candidats      | Candidats            | Étiquette      | Premier tour | Premier tour | Ballottage | Ballottage |
| Candidats      | Candidats            | Étiquette      | Voix         | %            | Voix       | %          |
| -------------- | -------------------- | -------------- | ------------ | ------------ | ---------- | ---------- |
|                | Albert Dormoy *      | Rép G          | 5 848        | 34,73        | 8 287      | 49,75      |
|                | Antoine Jourde       | Soc ind        | 5 599        | 33,25        | 8 367      | 50,23      |
|                | Camille Cousteau     | Soc ind        | 3 103        | 18,43        |            |            |
|                | Amédée Saint-Germain | SFIO           | 2 135        | 12,68        |            |            |
|                | Rivière              |                | 110          | 0,65         |            |            |
|                | Anglade              |                | 44           | 0,26         |            |            |
|                | Labat                |                | 3            | 0,02         |            |            |
|                |                      |                |              |              |            |            |
| Inscrits       | Inscrits             | Inscrits       | 25 796       | 100,00       | 25 796     | 100,00     |
| Votants        | Votants              | Votants        | 17 008       | 65,93        | 16 859     | 65,36      |
| Blancs et nuls | Blancs et nuls       | Blancs et nuls | 170          | 1,00         | 203        | 1,20       |
| Exprimés       | Exprimés             | Exprimés       | 16 838       | 99,00        | 16 656     | 98,80      |

*sortant

#### 4ecirconscription
- La circonscription regroupe les cantons plus ruraux de l'ouest de l'arrondissement, soit les cantons de Blanquefort, Pessac, Audenge et Castelnau.

|                | Louis-Charles-Marie de La Trémoille | Rép G - Gauche démocratique | 8 815  | 50,56  |  |  |
|                | Romain Videau *                     | Rép G - Union démocratique  | 7 090  | 40,67  |  |  |
|                | A. Larroque                         | SFIO                        | 1 511  | 8,67   |  |  |
|                | Roulleau                            |                             | 27     | 0,16   |  |  |
|                |                                     |                             |        |        |  |  |
| Inscrits       | Inscrits                            | Inscrits                    | 22 761 | 100,00 |  |  |
| Votants        | Votants                             | Votants                     | 17 639 | 77,50  |  |  |
| Blancs et nuls | Blancs et nuls                      | Blancs et nuls              | 205    | 1,16   |  |  |
| Exprimés       | Exprimés                            | Exprimés                    | 17 434 | 98,84  |  |  |

*sortant

#### 5ecirconscription
- La circonscription regroupe les cantons plus ruraux du sud-ouest de l'arrondissement, soit les cantons de La-Teste, Belin, La Brède et Podensac.

|                | René Cazauvieilh * | Rép G          | 9 087  | 59,51  |  |  |
|                | Chabrely           | Libéral        | 5 076  | 33,24  |  |  |
|                | Jules Jouet        | SFIO           | 1 110  | 7,27   |  |  |
|                |                    |                |        |        |  |  |
| Inscrits       | Inscrits           | Inscrits       | 19 642 | 100,00 |  |  |
| Votants        | Votants            | Votants        | 15 466 | 78,74  |  |  |
| Blancs et nuls | Blancs et nuls     | Blancs et nuls | 197    | 1,27   |  |  |
| Exprimés       | Exprimés           | Exprimés       | 15 269 | 98,73  |  |  |

*sortant

#### 6ecirconscription
- La circonscription regroupe les cantons de la rive droite de la Garonne, à l'est de l'arrondissement. Soit les cantons de Carbon-Blanc, Créon et de Cadillac.

| Candidats      | Candidats                 | Étiquette      | Premier tour | Premier tour | Ballottage | Ballottage |
| Candidats      | Candidats                 | Étiquette      | Voix         | %            | Voix       | %          |
| -------------- | ------------------------- | -------------- | ------------ | ------------ | ---------- | ---------- |
|                | Georges Cazeaux-Cazalet * | Rép G          | 5 576        | 34,92        | 6 593      | 41,42      |
|                | André Cassadou            | Progressiste   | 4 887        | 30,61        | 5 535      | 34,77      |
|                | Durat                     | Rad ind        | 3 767        | 23,59        | 3 765      | 23,65      |
|                | F. Clouchard              | SFIO           | 1 742        | 10,91        |            |            |
|                |                           |                |              |              |            |            |
| Inscrits       | Inscrits                  | Inscrits       | 21 508       | 100,00       | 21 508     | 100,00     |
| Votants        | Votants                   | Votants        | 16 269       | 75,64        | 16 050     | 74,62      |
| Blancs et nuls | Blancs et nuls            | Blancs et nuls | 292          | 1,80         | 132        | 0,82       |
| Exprimés       | Exprimés                  | Exprimés       | 15 967       | 98,20        | 15 918     | 99,18      |

*sortant

### Arrondissement de Lesparre
- La circonscription regroupe tous les cantons de l'arrondissement, au nord-ouest du département.

|                | Henri du Périer de Larsan *      | Progressiste   | 7 168  | 52,86  |  |  |
|                | Arnaud d'Elissagaray de Jaurgain | Nationaliste   | 5 820  | 42,92  |  |  |
|                | Olivier                          | SFIO           | 573    | 4,23   |  |  |
|                |                                  |                |        |        |  |  |
| Inscrits       | Inscrits                         | Inscrits       | 15 958 | 100,00 |  |  |
| Votants        | Votants                          | Votants        | 13 632 | 85,42  |  |  |
| Blancs et nuls | Blancs et nuls                   | Blancs et nuls | 72     | 0,53   |  |  |
| Exprimés       | Exprimés                         | Exprimés       | 13 560 | 99,47  |  |  |

*sortant

### Arrondissement de Libourne

#### 1recirconscription
- La circonscription regroupe le sud de l'arrondissement, soit les cantons de Libourne, Branne, Pujols et de Sainte-Foy-la-Grande.

|                | Gabriel Combrouze | Rad ind - Rép G | 8 845  | 51,28  |  |  |
|                | Joseph Brisson *  | Nationaliste    | 8 160  | 47,31  |  |  |
|                | Laporte           | SFIO            | 242    | 1,40   |  |  |
|                |                   |                 |        |        |  |  |
| Inscrits       | Inscrits          | Inscrits        | 20 447 | 100,00 |  |  |
| Votants        | Votants           | Votants         | 17 376 | 84,98  |  |  |
| Blancs et nuls | Blancs et nuls    | Blancs et nuls  | 128    | 0,74   |  |  |
| Exprimés       | Exprimés          | Exprimés        | 17 248 | 99,26  |  |  |

*sortant

#### 2ecirconscription
- La circonscription regroupe le nord de l'arrondissement, soit les cantons de Fronsac, Guîtres, Coutras, Lussac et de Castillon-la-Bataille.

|                | Guillaume Chastenet de Castaing * | Rép G          | 9 144  | 58,99  |  |  |
|                | Alphonse Maugard                  | Libéral        | 6 185  | 39,90  |  |  |
|                | Valentin Maurin                   | SFIO           | 171    | 1,10   |  |  |
|                |                                   |                |        |        |  |  |
| Inscrits       | Inscrits                          | Inscrits       | 19 619 | 100,00 |  |  |
| Votants        | Votants                           | Votants        | 15 745 | 80,25  |  |  |
| Blancs et nuls | Blancs et nuls                    | Blancs et nuls | 245    | 1,56   |  |  |
| Exprimés       | Exprimés                          | Exprimés       | 15 500 | 98,44  |  |  |

*sortant

### Arrondissement de La Réole
- La circonscription regroupe tous les cantons de l'arrondissement, à l'est du département.

- Marius Martin ne se présente pas au sructin de ballottage.

| Candidats      | Candidats         | Étiquette                   | Premier tour | Premier tour | Ballottage | Ballottage |
| Candidats      | Candidats         | Étiquette                   | Voix         | %            | Voix       | %          |
| -------------- | ----------------- | --------------------------- | ------------ | ------------ | ---------- | ---------- |
|                | Gabriel Chaigne * | Rad ind - Rép G             | 7 162        | 49,53        | 8 334      | 92,63      |
|                | Bouché            | Rép G                       | 5 049        | 34,92        |            |            |
|                | Marius Martin     | Plébicitaire - Nationaliste | 2 033        | 14,06        | 423        | 4,70       |
|                | Dubourg           | SFIO                        | 221          | 1,53         |            |            |
|                |                   |                             |              |              |            |            |
| Inscrits       | Inscrits          | Inscrits                    | 17 380       | 100,00       | 17 380     | 100,00     |
| Votants        | Votants           | Votants                     | 14 648       | 84,28        | 11 169     | 64,26      |
| Blancs et nuls | Blancs et nuls    | Blancs et nuls              | 187          | 1,28         | 2 172      | 19,45      |
| Exprimés       | Exprimés          | Exprimés                    | 14 461       | 98,72        | 8 997      | 80,55      |

*sortant